# Anthonaeus agavensis
Anthonaeus agavensis är en skalbaggsart som först beskrevs av George Robert Crotch 1874.  Anthonaeus agavensis ingår i släktet Anthonaeus och familjen kullerglansbaggar. Inga underarter finns listade i Catalogue of Life.